# Christ in der Gegenwart
Christ in der Gegenwart (kurz CiG) ist eine unabhängige, reformorientierte, überregionale katholische Wochenzeitschrift mit ökumenischer Ausrichtung. Sie erscheint im Verlag Herder (Freiburg im Breisgau) und finanziert sich aus Abonnements und Beilagen/Anzeigen.

## Geschichte
Unmittelbar nach dem Zweiten Weltkrieg wurde im Südwesten Deutschlands das „Freiburger Katholische Kirchenblatt“ von Karl Färber als regionale kirchliche Publikation gegründet. Daraus entwickelte sich 1948 eine Zonenausgabe, die mit Erlaubnis der französischen Besatzung in deren gesamter Zone verbreitet werden durfte. Die Zeitschrift sprach vor allem Leser an, die religiös und theologisch höhere Ansprüche stellten. Sie wurde 1949 in „Der christliche Sonntag“ umbenannt und überregional verbreitet. 
Unter dem Eindruck der Konzilserneuerung bekam das Blatt 1967 den heutigen Titel „Christ in der Gegenwart“ (CiG). Seit Januar 2008, dem Beginn des sechzigsten Jahrgangs, erscheint CiG in einem farbigen Layout. 
Das siebzigjährige Bestehen beging CiG am 8. September 2018 in Dresden mit einer Leser-Tagung unter dem Titel Gott? – Mut zur Religion in moderner Gesellschaft mit namhaften Referenten.

## Ausrichtung
Christ in der Gegenwart will Impulse für ein modernes Christsein geben und der geistigen Selbstisolierung von Christen und Kirche entgegenwirken. In der Zeitschrift sind Nachrichten aus Kirche, Kultur und Gesellschaft sowie Analysen des politischen Zeitgeschehens, Bibelauslegungen und Anregungen für Meditation, Liturgie und Gebet zu finden.
Die Zeitschrift richtet sich laut Selbstdarstellung an alle, die um einen christlichen Lebensstil im Gespräch mit Wissenschaft, Kunst, Kultur und Politik ringen und will zu einem kritischen Christsein einladen. Der Internetauftritt bietet ein „Leserforum“ mit vier Rubriken zur Leser-Information und -beteiligung.

## Beilagen
Einmal im Monat ist ein zwölfseitiger Sonderteil „Bilder der Gegenwart“ beigelegt. Im Frühjahr und im Herbst, zur Leipziger Buchmesse und zur Frankfurter Buchmesse, erscheint die Beilage „Bücher der Gegenwart“.

## Weblink
- Homepage Christ in der Gegenwart